# Carl Effner
Ne doit pas être confondu avec Carl von Effner.
Carl Effner l'aîné (12 avril 1791 — 22 juillet 1870) est un jardinier de la cour de Bavière.
Il appartient à la dynastie des Effner de la cour royale de Bavière. Il est le petit-fils du célèbre architecte de cour Joseph Effner (1687–1745) et le père du futur directeur des jardins royaux Carl von Effner (1831-1884).

## Réalisations
- rénovation de l'Hofgarten de Munich, 1853
- création du parc de la villa royale de Ratisbonne (de)
- jardins des bastions de Nüremberg (de), 1855 : en grande partie détruits pendant la Seconde Guerre mondiale, ils ont été restaurés.